# Willisus
Willisus gertschi es una especie de araña araneomorfa de la familia Hahniidae. Es la única especie del género monotípico Willisus.

## Distribución
Es nativa de los Estados Unidos en California, donde se encuentra en las Sierra de San Bernardino en el Condado de San Bernardino.